# Maksim Szczerbakow
Maksim Szczerbakow, ros. Максим Щербаков (ur. 24 grudnia 1991) – rosyjski pływak specjalizujący się w stylu klasycznym, brązowy medalista mistrzostw Europy (basen 25 m).
Jego największym dotychczasowym sukcesem jest brązowy medal mistrzostw Europy na krótkim basenie w Stambule w 2009 roku na dystansie 200 m żabką. Srebrny medalista mistrzostw Europy juniorów z Pragi na 200 m stylem klasycznym oraz brązowy medalista na 100 m stylem klasycznym.
W listopadzie 2010 roku został ukarany roczną dyskwalifikacją za unikanie kontroli antydopingowych.